# Apparizione di Gesù a sant'Elisabetta d'Ungheria
L'Apparizione di Gesù a Sant'Elisabetta d'Ungheria è stata dipinta da Giovanni Marracci nel 1688 e adesso si trova a Borgo a Mozzano, nella chiesa dei Cappuccini.

## Descrizione
Santa Elisabetta viene vestita con abiti severi e non principeschi come le spetterebbero. Le tre corone in mano agli Angeli simboleggerebbero i tre stati di Elisabetta dopo la morte del marito Ludovico IV, ovvero vergine, sposa e vedova. Secondo Contini le braccia aperte in un ampio gesto della Santa, si riconducono a modelli cortoneschi.